# 镇远道
镇远道，中华民国初期设置的道。
1913年4月置黔东道，辖镇远府、天柱、施秉、黄平州、台拱厅、清江厅、黎平府、永从、古州厅、下江厅、铜仁府、铜仁、思州府、青溪、玉屏、思南府、安化、印江、婺川、松桃直隶厅、石阡府、龙泉等府厅州县。1914年6月由黔东道改置镇远道，属贵州省。治镇远县（今贵州省镇远县）。下辖镇远、锦屏、思南、德江、沿河、印江、婺川、后坪、松桃、石阡、凤泉等县。辖区约当今贵州省务川、凤冈、石阡、施秉、黄平、台江、剑河、榕江、从江以东地区。1923年废。